# Paul Neumann
Paul Neumann (født 13. juni 1875 i Wien, død 9. februar 1932 i Wien) var en østrigsk svømmer.
Neumann deltog under de første moderne olympiske lege i Athen i 1896. Den 11. april vandt han Østrigs første olympiske titel, da han vandt 500 meter fri stil med tiden 8.12,6. Favoritten Alfréd Hajós trakk sig fra disciplinen efter at han først vandt 100 meter fri tidligere på dagen og skulle forberede sig til 1200 meter foregik senere på dagen, som han vandt. Neumann startede også i disciplinen 1200 meter fri men kom aldrig i mål. 